# Proprioseiopsis kadii
Proprioseiopsis kadii är en spindeldjursart som först beskrevs av El-Halawany och Abdel-Samad 1990.  Proprioseiopsis kadii ingår i släktet Proprioseiopsis och familjen Phytoseiidae. Inga underarter finns listade i Catalogue of Life.